# أولريش كورنر
أولريش كورنر (بالألمانية: Ulrich Körner)‏ هو اقتصادي وكبير الإداريين التنفيذيين ألماني وسويسري، ولد في 1962.